# Misaki Uchida
Misaki Uchida (japanisch 内田 美咲 Uchida Misaki; * 18. März 1998 in der Präfektur Saitama) ist eine japanische Moderne Fünfkämpferin, die an den Olympischen Sommerspielen 2024 teilnimmt.

## Leben und Karriere
Seit 2015 nimmt Uchida an Wettkämpfen des Modernen Fünfkampfs teil. Sie gab an, dass Fechten von den fünf Sportarten des Modernen Fünfkampfs ihre Lieblingssportart sei.
Beim Weltcup-Finale 2022 in Ankara gewann Uchida im gemischten Team mit Taishu Satō hinter Ungarn die Silbermedaille und erzielte im Einzelwettbewerb mit 1372 Punkten den vierten Platz. Im selben Jahr wurde sie japanische Meisterin.
Uchida erreichte 2022 beim World Cup in Albena 1079 Punkte. Im Juni 2023 erreichte sie den 4. Platz beim Welt-Cup-Wettbewerb.
2023 erzielte Uchida 1354 Punkte beim Mannschaftswettbewerb der Asienspiele 2022, die wegen der COVID-19-Pandemie ein Jahr später stattfanden, und gewann zusammen mit ihren Teamkolleginnen Kanae Umemura und Hana Shibata die Silbermedaille. Über ihren vierten Platz bei den Asienspielen konnte sie sich im September 2023 für die Olympischen Sommerspiele 2024 in Paris qualifizieren. Sie kam mit 1356 Punkten bei den Spielen auf Platz 23.
Sie ist Mitglied der Sportschule der japanischen Selbstverteidigungsstreitkräfte, bei denen sie den Rang eines Sergeanten 3. Klasse (3 等陸曹) innehält, und wird von Kimifumi Ishikawa trainiert.